# Epic (Fler-und-Jalil-Album)
Epic ist ein Kollaboalbum der Berliner Rapper Fler und Jalil. Es erschien am 30. Juni 2017 über Flers Label Maskulin als Standard- und Premium-Edition sowie als limitiertes Boxset, und wird von Groove Attack vertrieben. Das Boxset enthielt neben einem Parfüm auch das Livealbum Vibe live und die EP Bewährung vorbei von Fler.

## Hintergrund
Die Lieder Sollte so sein und Predigt wurden bereits auf der Vibe-Tour zu Flers vorherigem Album live gespielt. In der Promophase zu Epic sorgte Fler für Aufsehen in der Hip-Hop-Szene, indem er sich mit dem Rapper Farid Bang traf und nach langjährigem „Beef“ endgültig Frieden schloss sowie durch einen Gastbeitrag auf Bushidos kurz vorher erschienenem Album Black Friday. Zudem stellte Fler Zusammenarbeiten mit Prinz Pi sowie den internationalen Rappern Gucci Mane, Future oder Booba in Aussicht, welche letztendlich aber alle nicht zustande kamen.

## Inhalt
Textlich greift das Album die typischen Hip-Hop-Themen auf, in denen sich die Protagonisten selbst stark aufwerten und ihren von Gesetzeskonflikten sowie Luxusgütern geprägten Lebensstil und Standpunkt darstellen. Zudem kommen Battle-Rap-Elemente gegen ein unbestimmtes „Du“ in den Texten vor. Einige öffentliche Personen, größtenteils aus der Hip-Hop-Szene, finden in den Texten des Albums Erwähnung. Dazu zählen Sentino, Miami Yacine, Peyton Manning, Rooz und Toxik Karoll von Hiphop.de, Oliver Marquart von rap.de und Davud von TV Strassensound. Außerdem wird gegen die Rapper Kollegah und Silla ohne namentliche Erwähnung gestichelt. Fler meinte jedoch, dass er die Textzeile mit dem Seitenhieb gegen Kollegah nach der Aussprache mit Farid Bang gerne gestrichen hätte, jedoch geschah diese nach der Abgabe des Albums.

## Musikstil
Aus rein musikalischer Sicht orientiert sich das Album an dem zur Veröffentlichung zeitgemäßen Trend um den US-amerikanischen Rapper 21 Savage und an dem Mixtape What a Time to Be Alive von Drake und Future. In einem Interview mit Aria Nejati von Hiphop.de sagte Fler, er sehe den musikalischen Stil von Epic als logische Konsequenz zu seinem Vorgänger-Album Vibe, bei dem er – im Gegensatz zu Epic – noch darauf geachtet habe, die Musik deutschem Hip-Hop anzupassen.

## Produktion
Bei dem Album fungierte Fler selbst als Executive Producer. An der Produktion der Lieder arbeitete er zusammen mit den Musikproduzenten Nico Chiara, Simes Branxons, Iad Aslan, Grasser, Vov, Christopher Bauer, Remoe und Sinan Boomin.
Künstlerische Unterstützung kam bei diesem Album auch durch Prinz Pi und Joshi Mizu. Letzterer habe Fler empfohlen, seine Strophe auf Gang für immer zu singen.

## Covergestaltung
Das Albumcover der Standard-Edition ist in Schwarz-weiß gehalten und zeigt das deutsche Model Sophia Thomalla, die leicht bekleidet zwischen zwei Spiegeln steht und auf den Betrachter herabblickt. Im oberen Teil des Bildes befinden sich die Schriftzüge Fler, Epic und Jalil in Schwarz auf weißem Untergrund. Das Cover der Premium-Edition ist ebenfalls schwarz-weiß und zeigt eine Nahaufnahme von Sophia Thomalla, die auf einem Sofa sitzt und den Betrachter ansieht.

## Gastbeiträge
Auf drei Liedern des Albums sind neben Fler und Jalil weitere Künstler vertreten. So ist der Rapper Mortel auf den Songs Sollte so sein und Coogi zu hören, während der Sänger Remoe einen Gastauftritt bei Gang für immer hat. Auf letzterem Song ist auch eine Sprachnachricht des Rappers Kool Savas zu hören.

## Titelliste
| #  | Titel                | Gastmusiker | Produzenten                                 | Länge |
| -- | -------------------- | ----------- | ------------------------------------------- | ----- |
| 1  | Hype                 |             | Nico Chiara, Fler                           | 3:40  |
| 2  | Standing             |             | Nico Chiara, Grasser, Fler                  | 3:04  |
| 3  | Zenit                |             | Nico Chiara, Vov, Fler                      | 4:05  |
| 4  | Slowmotion           |             | Nico Chiara, Fler                           | 4:41  |
| 5  | Alles VVS            |             | Nico Chiara, Fler (Add.)                    | 3:43  |
| 6  | Flex’n               |             | Nico Chiara, Simes Branxons                 | 4:07  |
| 7  | Mir gehört die Nacht |             | Simes Branxons                              | 3:20  |
| 8  | Gang für immer       | Remoe       | Nico Chiara, Fler                           | 3:39  |
| 9  | Coogi                | Mortel      | Nico Chiara, Fler                           | 3:43  |
| 10 | Sollte so sein       | Mortel      | Nico Chiara, Fler                           | 3:43  |
| 11 | Makellos             |             | Nico Chiara, Fler                           | 4:14  |
| 12 | Lebron               |             | Nico Chiara, Iad Aslan, Fler                | 3:31  |
| 13 | On/Off-Beziehung     |             | Nico Chiara, Simes Branxons                 | 4:05  |
| 14 | Regen                |             | Nico Chiara, Fler                           | 3:43  |
| 15 | Paradies             |             | Nico Chiara, Iad Aslan, Fler                | 4:25  |
| 16 | Rudel                |             | Nico Chiara, Christopher Bauer, Fler (Add.) | 3:12  |

Bonussong der Premium-Edition:
| #  | Titel   | Gastmusiker | Produzenten                      | Länge |
| -- | ------- | ----------- | -------------------------------- | ----- |
| 17 | Predigt |             | Nico Chiara, Remoe, Sinan Boomin | 3:28  |

+ Instrumentals zu allen Liedern

## Chartplatzierungen und Singles
Epic stieg am 7. Juli 2017 auf Platz 1 in die deutschen Albumcharts ein und konnte sich sechs Wochen in den Top 100 halten. Auch in der Schweiz erreichte es die Chartspitze, während es in Österreich Rang 3 belegte.
Am 9. Dezember 2016 wurde der Song Sollte so sein als erste Single zum Download ausgekoppelt. Die zweite Auskopplung Predigt, die nur auf der Premium-Edition des Albums enthalten ist, wurde am 10. Februar 2017 veröffentlicht und erreichte für eine Woche Platz 76 der deutschen Charts. Das dritte Lied Makellos folgte am 3. März, die vierte Single Slowmotion am 5. April und die fünfte Auskopplung Paradies am 5. Mai 2017. Der Song Hype erschien am 21. Juni als sechste Single und am 28. Juli 2017 wurde ein Musikvideo zu Gang für immer, in dem auch Flers langjähriger Erzfeind Farid Bang zu sehen ist.

## Rezeption

### Reaktionen anderer Künstler
Anders als bei Flers vorherigen Veröffentlichungen gab es für Epic vergleichbar viel Support sowie positives Feedback aus der deutschen Hip-Hop-Szene.
Unter anderem supporteten Farid Bang, Azad, Kay One, Manuellsen, KC Rebell, Prinz Pi, Nimo, Blokkmonsta, MoTrip sowie Namika das Album.

### Kritiken
| Professionelle Bewertungen | Professionelle Bewertungen |
| -------------------------- | -------------------------- |
| Kritiken                   |                            |
| Quelle                     | Bewertung                  |
| laut.de                    | [ 14 ]                     |
| rappers.in                 | [ 15 ]                     |

Max Brandl von laut.de bewertete Epic mit drei von möglichen fünf Punkten. Fler und Jalil beherrschten „auf weiten Strecken die Kunst, allein mit wenigen Worten, vielen Wiederholungen und bewusst gesetzten Pausen eine beeindruckend dichte Atmosphäre zu erschaffen“. Allerdings mangele es „einem Großteil der Songs auf Epic an akustischer Fülle“, wodurch das „Prinzip der stark simplifizierten Schlagwort-Lyrics“ oft nicht so gut zur Geltung komme. Der nur auf der Premium-Edition enthaltene Song Predigt wird positiv hervorgehoben und als „Überhit“ bezeichnet. Epic sei insgesamt „ein guter, aber durchwachsener Nachfolger zu Vibe, der in Form einiger weniger, dafür aber überragend guter Songs aufzeigt, wozu das Duo Fler & Jalil auf maßgeschneiderten Produktionen in der Lage ist.“
Auf rap.de wurde der Tonträger positiv bewertet. Epic sei „ein in sich schlüssiges, souveränes Gesamtwerk, auf dem die beiden Protagonisten ihre Stärken ausspielen. Und ihre Geschichte erzählen.“ Es lebe „von der Attitüde der beiden Protagonisten, die locker zwischen Gewaltandrohungen und dem Anpreisen von Luxusartikeln switchen.“ Die Beats seien „erstklassig produziert“ und auch die beiden Gastbeiträge des Rappers Mortel werden gelobt. Lediglich einige Hooks seien „etwas monoton ausgefallen“.
Auch Steffen Bauer von MZEE äußerte sich in seiner Kritik äußerst positiv über das Werk. So heißt es dort, dass „Fler für die pointiertesten Ansagen sowie einen Großteil der Hooks zuständig“ sei, während „Jalil besonders durch Flowvariationen und den Einsatz seiner markanten Stimme“ glänze. Insgesamt handele es sich um eines der stärksten Alben in Flers Diskografie. Zudem wird betont, dass Jalil „sich keineswegs hinter seinem Mentor zu verstecken“ brauche.